# Niujie-Moschee

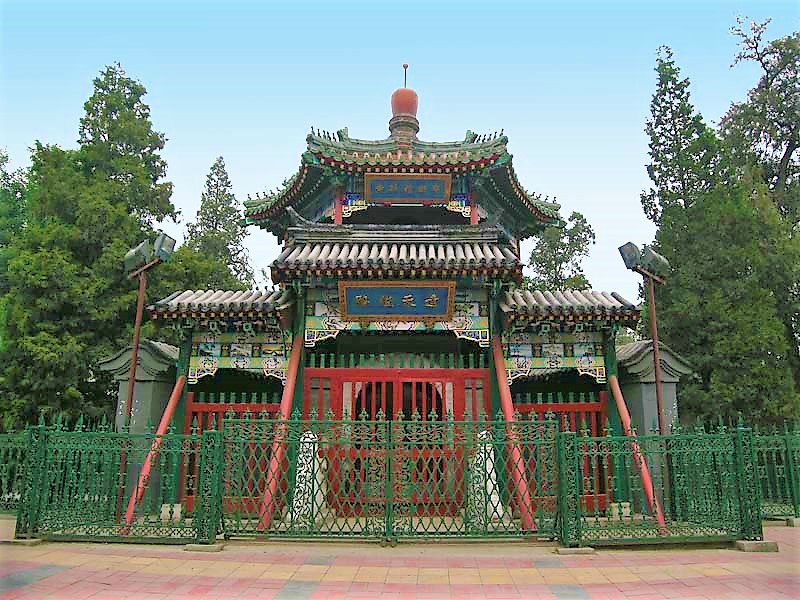
Haupttor

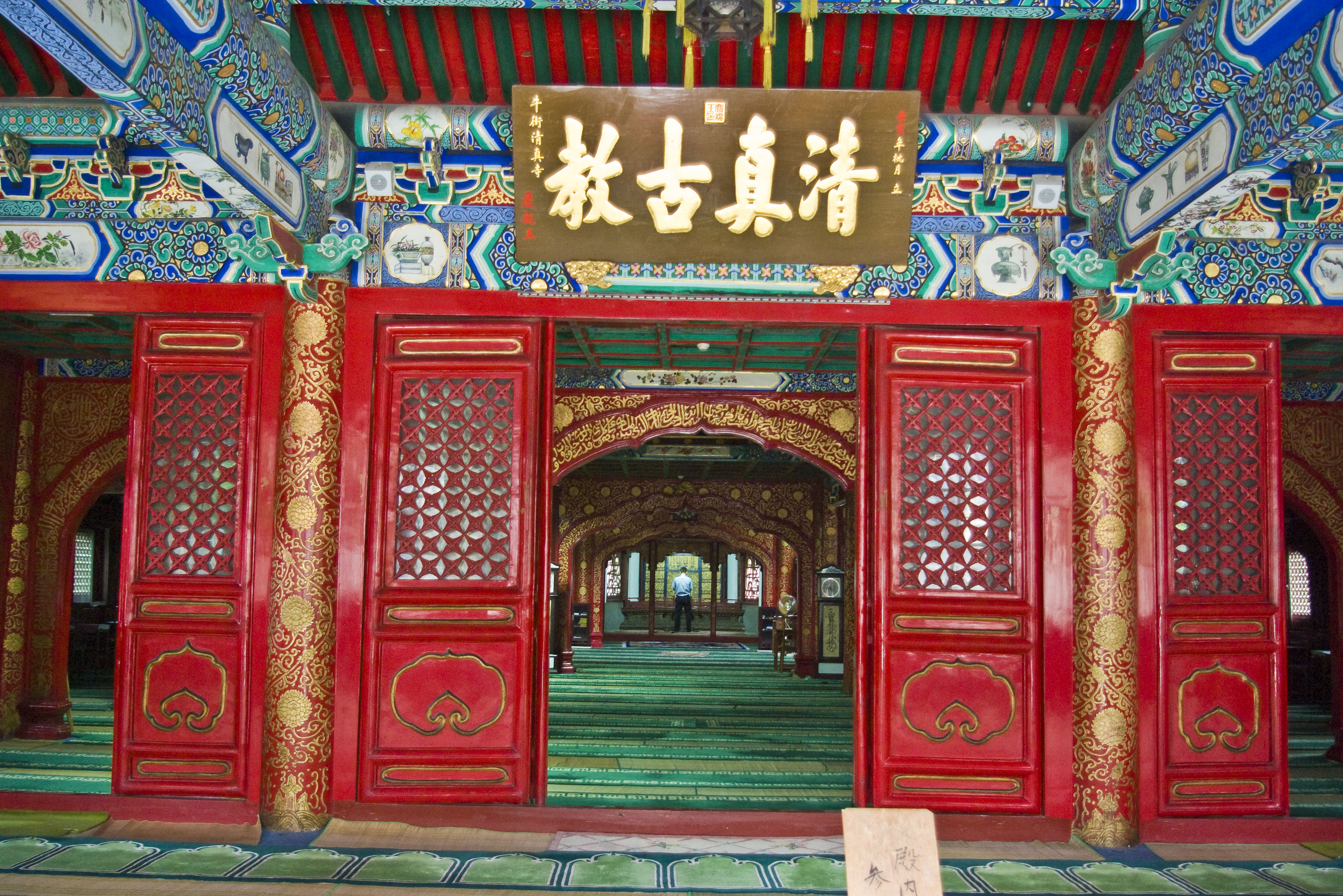
Haupthalle

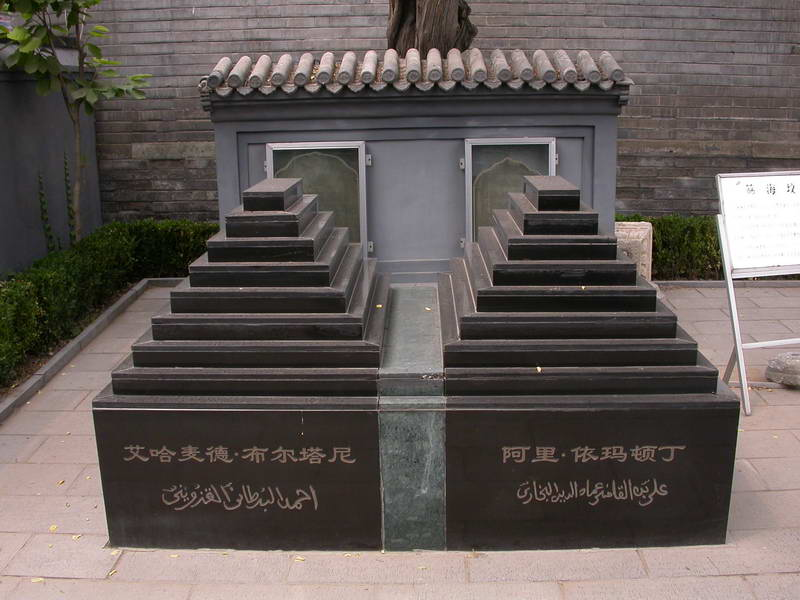
Gräber in der Niujie-Moschee

Die Niujie-Moschee (chinesisch 牛街礼拜寺, Pinyin Niújiē lǐbàisì, englisch Niujie Mosque/Ox Street Mosque – „Moschee in der Rindergasse“), die im Chinesischen auch als Niujie Qingzhensi (牛街清真寺) und als Mingsi (明寺) bezeichnet wird, ist die im Pekinger Stadtbezirk Xuanwu auf der Niujie 88 („Rinderstraße“) gelegene Moschee. Es ist die älteste Moschee der Stadt.

## Allgemeines
Die Moschee wurde während der Kitan-Herrschaft (916-1125) bzw. nach chinesischer Zeitrechnung im zweiten Jahr der Regierungsepoche Zhidao  des Song-Kaisers Taizong (996) als zunächst verhältnismäßig kleine Anlage erbaut und in der Mongolen-, Ming- und Mandschu-Zeit erweitert. Nach dem Erweiterungen unter dem Qing-Kaiser Kangxi ist es heute auch größte Moschee Pekings, die über tausend Menschen Platz bietet.
Die Moschee erinnert auf den ersten Blick an einen chinesischen Tempel, doch sie stellt eine  Mischung dar, die chinesischen und arabischen Baustil in sich vereinigt. Die Moschee hat eine Bodenfläche von fast 6000 Quadratmetern und besteht aus drei hintereinanderliegenden Höfen mit Räumen zu allen vier Seiten.
Das Gebäude namens Wangyuelou (Mond-Beobachtungs-Gebäude) diente zur Zeitbestimmung durch die Beobachtung der Gestirne, von dem Gebäude Bangkelou aus werden die Gläubigen zum Gottesdienst gerufen. Wie auch in anderen Moscheen gibt es Waschungsräume, Vorlesungssäle, Bibliothek und angeschlossene Wohnungen. Die große Gebetshalle (Dadian) befindet sich in der Mitte der Anlage und ist deren Hauptgebäude.
Auf Steintafeln aus der Ming-Zeit geht die Ernennung dieser Moschee zu einem der amtlichen Tempel hervor.
Hinter der Moschee befinden sich die Gräber zweier Achunds (islamische Geistliche), deren Steintafeln mit arabischer Schrift 1281 und 1283 in der Regierungszeit des ersten Mongolen-Kaisers Kubilai aufgestellt worden waren. Sie waren aus Persien bzw. aus Buchara in die chinesische Hauptstadt gekommen, um den Islam zu predigen.
Die Niujie-Moschee steht seit 1988 auf der Liste der Denkmäler der Volksrepublik China in Peking (3-134).
Das Viertel rund um die Moschee wird vorwiegend von muslimischen Angehörigen der ethnischen bzw. religiösen Minderheiten der Uighuren und Hui bewohnt.